# Văn Xương

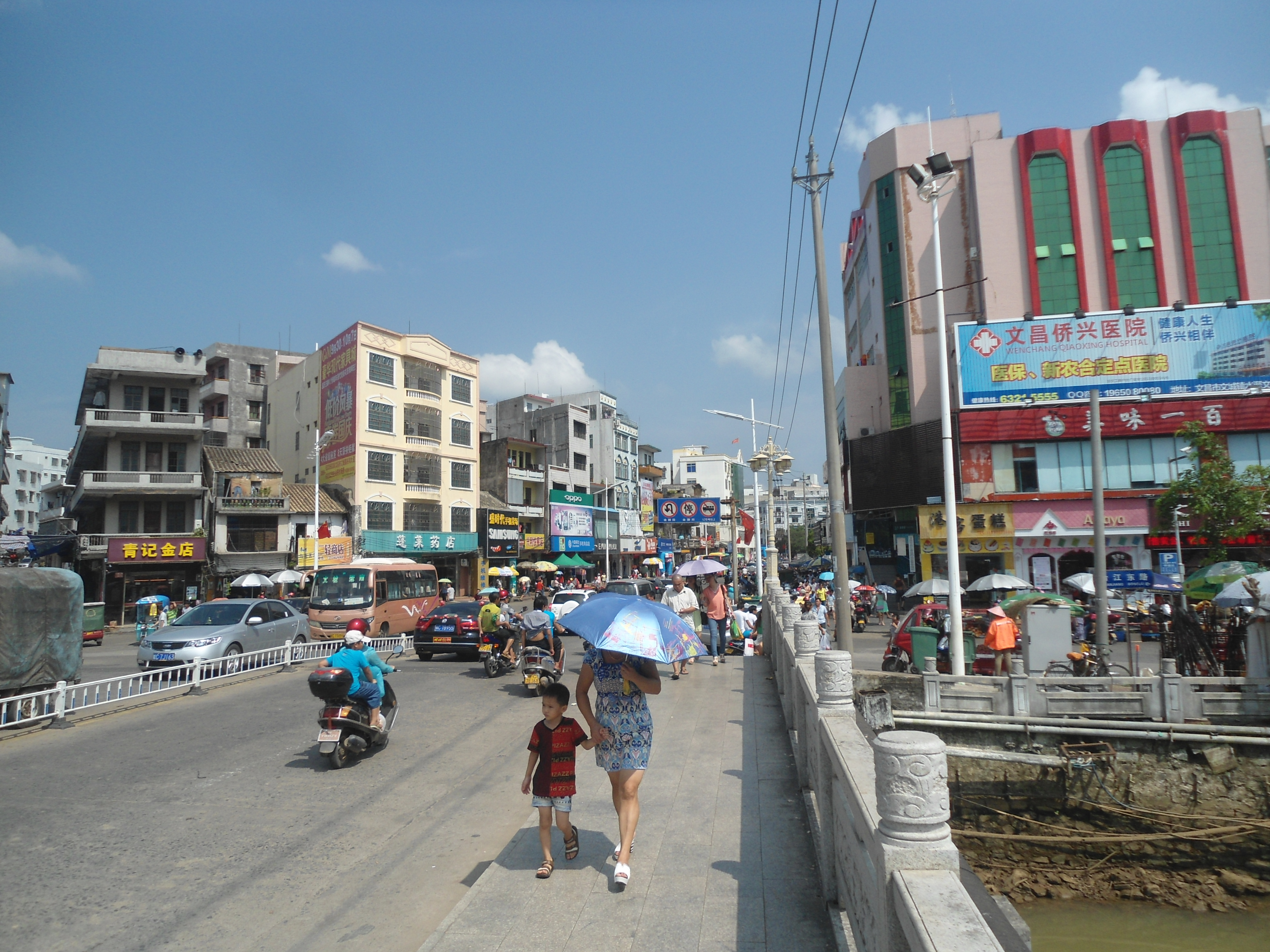

Văn Xương (tiếng Trung: 文昌市, Hán Việt: Văn Xương thị) là một thành phố cấp phó địa trực thuộc tỉnh Hải Nam, Cộng hòa Nhân dân Trung Hoa. Văn Xương có diện tích 2403 km2 và dân số 540.000 người, mã số bưu chính: 571300, mã số khu 0898.